# Aleksandr Ivànovitx Rumiàntsev
Aleksandr Ivànovitx Rumiàntsev   (Kostroma Uyezd, 1680 - Moscou, 4 de març de 1749 (Julià)) va ser un assistent de Pere el Gran i pare del mariscal de camp Piotr Rumiàntsev. Provenia de la família Rumiàntsev, que, tot i que poc coneguda i documentada al segle xvii, més tard va afirmar descendència d'un boiar destacat del segle xiv.
Alexandre es va enrolar al regiment de guàrdies de Preobrajénskoie l'any 1704. Mentre vigilava la seu de Pere el Gran, el monarca el va notar «per la seva gran alçada i la seva cara intel·ligent». Pere va fer d'Aleksandr Ivànovitx el seu servent i més tard el va recomanar a Peter Shafirov i Piotr Tolstoi. Al servei d'aquests dos cortesans, Rumiàntsev va dirigir una missió per capturar l'hetman Pavlo Polubotok i va dur a terme diversos encàrrecs diplomàtics a Constantinoble i Pèrsia.
El 1720 es va casar amb la filla i hereva del comte Andrey Matveyev, la comtessa Maria Matveyeva, que es rumorejava que havia tingut una intimitat amb el tsar. La seva dona li va sobreviure durant 40 anys i va entretenir la societat de Sant Petersburg amb les històries del seu coneixement de Lluís XIV, Madame de Maintenon i el duc de Marlborough. Quan va morir als 90 anys, Gavriïl Derjavin va escriure una oda notable glorificant les seves virtuts.
Després que la filla de Pere I, Elisabet, arribés al tron l'any 1741, Rumiàntsev va recuperar el favor, es va convertir en comte i va anar a governar Malorrussia, o Ucraïna del marge esquerre. Va ser ell qui va negociar i va signar el Tractat d'Åbo amb Suècia. La seva experiència diplomàtica semblava obrir la perspectiva de que Rumiàntsev succeís a Aleksey Bestuzhev com a canceller, però aquest nomenament no es va produir mai. Va morir a Ucraïna el 4 de març de 1749, deixant un fill, Pere "del Danubi", i una filla, Daria, casada amb el comte austríac Wallenstein.